# Lasioglossum hartii
Lasioglossum hartii är en biart som först beskrevs av Charles Robertson 1892. 
Lasioglossum hartii ingår i släktet smalbin och familjen vägbin. Inga underarter finns listade i Catalogue of Life.

## Beskrivning
Huvud och mellankropp är metalliskt blå, med grönt skimmer. Munskölden är mörkbrun på den övre halvan, rödbrun på den undre. Hanen har gula käkar. Antennerna är mörkbruna, med undersidan av de yttre lederna mörkt rödbruna hos honan, gulorange hos hanen. Vingarna är något mörka, med brungula ribbor och mörkt rödbruna vingfästen. Benen är bruna; hos honan är fötterna rödbruna, hos hanen gulbruna. Bakkroppssegmenten är mörkbruna med rödaktiga bakkanter. Behåringen är gulvitaktig till ljusgrå och tämligen gles, utom på hanens ansikte under ögonen. Kroppslängden är 6 till 6,3 mm för honan, med en framvingelängd på 4,3 till 4,7 mm. Motsvarande mått för hanen är 5,6 till 6,1 mm kroppslängd, och 3,8 till 4,4 mm för framvingen.

## Utbredning
Utbredningsområdet omfattar delstaterna kring Mississippiflodens dalgång, från Minnesota och Michigan i norr över Iowa, Illinois, Missouri och Arkansas till Louisiana i söder. Den förekommer också i de angränsande delstaterna Michigan, Nebraska och Texas samt North Carolina i öster.

## Ekologi
Lasioglossum hartii är ett eusocialt bi, det bildar samhällen med flera kaster (arbetare, drönare och drottningar) där de parningsdugliga honorna, drottningarna, övervintrar som vuxna. Boet grävs ut i marken. Arten är oligolektisk, den flyger till blommande växter från många familjer: Korgblommiga växter som kullasläktet, binkasläktet, gullrissläktet och Vernonia; korsblommiga växter som Capsella och fränen; johannesörtsväxter som johannesörtssläktet; ärtväxter som vickersläktet; rosväxter som hallonsläktet samt dunörtsväxter som arten i sommarljussläktet Gaura longiflora samt arten i nattljussläktet Oenothera filiformis. Arten är aktiv från maj till augusti..